# Cheer Down
«Cheer Down» es una canción del músico británico George Harrison, publicada en la banda sonora del largometraje Lethal Weapon 2. La canción, coescrita con Tom Petty, compañero de Harrison en el grupo Traveling Wilburys, fue también publicada como sencillo con «Poor Little Girl» como cara B en su edición británica y con «That's What It Takes», del álbum Cloud Nine, en su edición estadounidense.

## Composición y grabación
El título se atribuye a Olivia Harrison, mujer de Harrison, que según Petty, solía decir a su marido: «Okay, cheer down, big fellow» (en español: «De acuerdo, desanímate, grandulón») cuando el músico estaba demasiado eufórico. Harrison grabó una pista rítmica para la melodía durante las sesiones del disco Cloud Nine, en 1987. Posteriormente terminó la letra con la ayuda de Tom Petty. Al año siguiente, junto con "Run So Far" y "That Kind of Woman", "Cheer Down" estaba entre 4 composiciones que Harrison le ofreció a Eric Clapton para ser incluidas en el álbum de este último, Journeyman. Clapton, sin embargo, decidió usar la melodía para la banda sonora de la película Lethal Weapon 2, que le había sido encargada, pero convenció a Harrison de que contribuyera con su propia grabación para incluirla en la película.
Harrison completó "Cheer Down" en el estudio de su casa, FPSHOT, en marzo de 1989. La melodía fue coproducida de nueva cuenta por Jeff Lynne, quien hizo el mismo trabajo en Cloud Nine, además de formar parte de los Traveling Wilburys junto a Harrison y Petty. La grabación completa presenta un largo solo slide de guitarra en el cierre, que el autor Simon Leng admira por su fluidez y variación. En descripción de Leng, durante esta sección de la melodía, Harrison "abarca toda la gama desde el indian blues, cambiando hasta contramelodías de dos partes y barriendo las travesías de Pete Drake a través de las octavas".

## Publicación
«Cheer Down» fue originalmente producida en 1989 para incluirla en la banda sonora de la película Lethal Weapon 2 y publicada posteriormente como sencillo para promocionar el filme. El mismo año, la canción fue incluida como último tema en el recopilatorio Best of Dark Horse 1976-1989, y veinte años después en Let It Roll: Songs by George Harrison.
El sencillo alcanzó el puesto siete en la lista estadounidense Mainstream Rock Tracks y el 53 en la lista canadiense Canadian Singles Chart.

## Lista de canciones
| 7" (Reino Unido) |                        |          |  |
| N.º              | Título                 | Duración |  |
| 1.               | «Cheer Down»           | 4:08     |  |
| 2.               | «That's What It Takes» | 3:58     |  |

| 7" (Estados Unidos) |                        |          |  |
| N.º                 | Título                 | Duración |  |
| 1.                  | «Cheer Down»           | 4:08     |  |
| 2.                  | «That's What It Takes» | 3:58     |  |

| 12" y CD |                     |          |  |
| N.º      | Título              | Duración |  |
| 1.       | «Cheer Down»        | 4:08     |  |
| 2.       | «Poor Little Girl»  | 3:58     |  |
| 3.       | «Crackerbox Palace» | 3:45     |  |

## Personal
- George Harrison: voz y guitarra
- Jeff Lynne: bajo, teclados, percusión, guitarra y coros
- Richard Tandy: piano
- Ray Cooper: percusión
- Ian Paice: batería

## Posición en listas
| País           | Lista                  | Posición más alta |
| -------------- | ---------------------- | ----------------- |
| Estados Unidos | Mainstream Rock Tracks | 7                 |
| Canadá         | Canadian Singles Chart | 53                |